# سامي عزارة آل معجون
النقيب الحقوقي الطيار الشيخ سامي عزارة آل معجون هو سياسي عراقي وشيخ عشيرة عام وأحد رؤساء عشائر بني حجيم في مدينة السماوة جنوب العراق.

## المناصب
شغل منصب المستشار القانوني في وزارة الدفاع في العهد الملكي، ثم مديراً للدائرة القانونية المكلفة بمتابعة النشاط السياسي لحزب البعث، حيث كان يدير دائرة القانونية المكلفة بمتابعة نشاطات حزب البعث وميليشيا الحرس القومي في زمن عبد الكريم قاسم عام 1958، وقد ساهم بالتحقيق مع أحمد حسن البكر، وأصدر أوامره بنقله إلى سجن نقرة السلمان.
اعتقل بعد ثورة 17 تموز 1968 وأفرج عنه لاحقا. هاجر إلى المملكة العربية السعودية، وعمل لصالح وزارة العدل السعودية للفترة بين سنتيّ 1971 و1980.
أسس في لندن حركة الإصلاح الوطني عام 1991، ثم صار عضواً في المؤتمر الوطني العراقي الموحد عام 1995، وقد غادره الحزب لاحقا. وشارك في عديد من مؤتمرات المعارضة العراقية حتى عام 2002، وأصبح الحاكم المدني في مدينة السماوة عام 2003.
شغل منصب وزير العمل والشؤون الاجتماعية في حكومة مجلس الحكم العراقي للفترة من أيلول 2003 إلى حزيران 2004. خلفته في المنصب ليلى عبد اللطيف.
صار عضوا في الجمعية الوطنية ضمن الائتلاف العراقي الموحد عام 2005، وشغل منصب رئيس لجنة العشائر في الهيئة العليا للمصالحة والحوار الوطني في عام 2006.

## عائلته
كان والده عزارة آل معجون نائبا في خمس دورات نيابية في العهد الملكي من أصل سبع حتى وفاته عام 1958.
من بناته نداء الحاصلة على شهادة الماجستير في التاريخ من كلية الآداب في جامعة الملك سعود، وخلود التي شغلت منصب وزيرة الدولة لشؤون المحافظات ووزيرة المرأة وكالةً.
من أشقائه الشيخ مهلهل عزارة آل معجون (من مواليد 1926) الذي سجن فترة حكم حزب البعث، والشيخ نوري عزارة آل معجون، وعمه الشيخ لهمود آل معجون الذي سجن كذلك.